# Аскольда (сорт яблук)
Аскольда — сорт яблуні виведений в Інституті садівництва УААН (м. Київ) від схрещування 1971 року гібрида 25/2—Д із сортом Кіддс Оранж Ред. 1999 року включений до Реєстру сортів рослин України для Полісся та Лісостепу. Популярний серед садівників-аматорів ще з початку 1990-х років.
Дерево середньоросле, з широкоовальною, компактною середньо-загущеною кроною. Скелетні гілки відходять від стовбура під кутом 45—60°. Пробуджуваність бруньок висока. Пагоноутворювальна здатність середня. Плодоносить на кільчатках, списиках, плодових прутиках, однорічних приростах. Зимостійкість вища за середню, стійкість до парші висока, борошнистої роси — нижча за середню.
Цвіте в середньопізні строки, інтенсивно, досить довго. Життєздатність пилку середня — 44—57%. Зав'язування плодів від вільного запилення 11—23%. Найкращі запилювачі: Айдаред, Катерина, Ліберті, Рубінове Дуки, Уманське зимове.
У плодоношення вступає на середньорослій підщепі на третій — четвертий рік після садіння. Темп нарощування врожайності середній. Плодоносить стабільно. Урожайність 6—8-річних дерев — 20—30 кг, 10—12-річних — 45—65 кг.
Плоди середнього та більшого за середній розміру (140–180 г), доволі одномірні, зрізано-округлоконічні, жовті, з інтенсивним рожевувато-червоним розмитим рум'янком майже на всій поверхні, з рідкими великими, білоперими, підшкірними цяточками та легким сизим нальотом. Шкірочка середньої товщини, щільна, суха. М'якуш кремовий, щільний, дрібнозернистий, ніжний, соковитий, ароматний, доброго кисло-солодкого смаку (4,3—4,5 бали).
Знімна стиглість настає наприкінці вересня, споживча — у грудні. У сховищі плоди зберігаються до лютого, у холодильнику — до квітня. Транспортабельність висока. Використовують свіжими та на виробництво соків.